# Pellorneum albiventre
A Pellorneum albiventre a madarak osztályának verébalakúak (Passeriformes) rendjébe és a Pellorneidae családjába tartozó faj.

## Rendszerezése
A fajt Henry Haversham Godwin-Austen angol topológus írta le 1877-ben, a Neornis nembe Neornis albiventris néven.

## Alfajai
- Pellorneum albiventre albiventre (Godwin-Austen, 1877)
- Pellorneum albiventre cinnamomeum (Rippon, 1900)
- Pellorneum albiventre ignotum Hume, 1877
- Pellorneum albiventre pusillum (Delacour, 1927)[2]

## Előfordulása
Délkelet-Ázsiában, Banglades, Bhután, Kambodzsa, Kína, India, Laosz, Mianmar, Thaiföld és Vietnám területén honos. A természetes élőhelye a szubtrópusi vagy trópusi síkvidéki és hegyi esőerdők, valamint cserjések és legelők. Állandó, nem vonuló faj.

## Megjelenése
Testhossza 14–15 centiméter, testtömege 21–22 gramm.

## Életmódja
Rovarokkal táplálkozik.